# Accent agut
L'accent agut (´) és un signe diacrític consistent en una breu línia inclinada, que baixa de dreta a esquerra, i que es col·loca damunt una lletra, normalment una vocal. Pot tenir diverses funcions (en algunes llengües se'n combinen diverses):
- Grau d'obertura: l'accent marca que la vocal es pronuncia d'una manera tancada, en oposició a un altre fonema que s'escriu amb la mateixa lletra, com per exemple composé en francès, on la darrera "e" no sona com la "e" oberta de siège. Per aquest motiu l'accent agut en alguns llibres de text catalans a vegades també s'anomena accent tancat.
- Tonicitat: l'accent pot recaure en la síl·laba tònica per marcar que s'ha de pronunciar aquella seqüència amb més força. És l'ús del català en paraules com valdré, per contra a valdre, per exemple.
- Desambiguació lèxica: es posa un accent encara que les normes de l'ortografia no ho requereixin, a fi de diferenciar dues paraules. És l'accent diacrític, com el català bé, que significa "correcte" i es distingeix de be, "xai".
- Èmfasi: es pot marcar una paraula com a més rellevant dins la frase amb l'accent, tal com permet el neerlandès.
- Duració: s'utilitza l'accent per diferenciar vocals llargues i breus (la vocal accentuada és més llarga) en llengües com el txec o en les transcripcions medievals del llatí (que no tenia accents quan era parlat a l'Imperi Romà).
- To: en un fenomen similar a l'anterior, l'accent agut pot marcar un to més alt en idiomes tonals com la varietat normativa del xinès.
- Palatalització: en polonès, un accent sobre una consonant marca que el so s'ha de pronunciar palatalitzat.
- Desambiguació prosòdica: un accent pot diferenciar un fonema d'un altre (les pronunciacions difereixen més que no pas sols el grau d'obertura), com en l'islandès.
- Manlleus: un préstec d'una altra llengua pot conservar l'accent encara que no s'adeqüi als usos d'aquest signe en l'idioma d'acollida, i fins i tot encara que aquest no tingui accents, com passa en l'anglès, que manté l'accent en els gal·licismes (manlleus del francès).
- Metafonia: també en polonès l'accent agut sobre la o –única vocal que pot dur accent– indica que s'ha de pronunciar com a /u/.